# Oulujoki
Il sistema fluviale dell'Oulujoki (lett. Fiume di Oulu) costituisce il fiume principale della regione finlandese dell'Ostrobotnia Settentrionale e del Kainuu.
Le zone orientali del Kainuu, così come le città di Kuhmo, Sotkamo e Kajaani giacciono sul ramo di Kuhmo, mentre le città più settentrionali di Suomussalmi, Hyrynsalmi, Ristijärvi e Paltamo giacciono sul ramo di Hyrynsalmi. Questi due cosiddetti rami sono composti da percorsi fluviali che si allargano in piccoli laghi per ritornare quindi fiumi prima di immettersi nell'Oulujärvi (lett. lago di Oulu). Nella parte meridionale del lago si trova il paese di Vuolijoki mentre a ovest del fiume, nei pressi del paese di Vaala si trova l'emissario del lago, il vero e proprio Oulujoki. Nella regione del Kainuu solo sola città di Puolanka giace nella parte principale dell'area fluviale del fiume Kiiminkijoki.
L'Oulujoki è il percorso fluviale finlandese più conosciuto per il trasporto del catrame, sebbene la produzione ed esportazione del catrame si siano praticamente esaurite nel momento in cui il materiale per costruzione della chiglia delle navi è cambiato dal legno al metallo. Dopo il paese di Vaala, lungo l'Oulujoki si trovano i paesi dell'Ostrobotnia Occidentale di Utajärvi, Muhos e l'abolito distretto dell'Oulujoki. La foce del fiume nel Golfo di Botnia è costituita dalla più grande città della Finlandia settentrionale, Oulu.
L'Oulujoki è completamente chiuso da dighe per la produzione dell'energia elettrica. I salmoni che in precedenza popolavano il fiume non possono più risalirlo; recenti tentativi di ripopolazione hanno portato nel fiume pesci pregiati come la trota e il lucioperca. La pesca commerciale nel fiume è comunque di basso profilo, ma vi è una discreta presenza di trappole per la pesca di sperlano e coregone. Il bacino fluviale è importante per l'eutrofizzazione delle campagne, per la produzione di torba, per l'industria della carta e per gli scarichi della città.

## Centrali elettriche sull'Oulujoki
(anno di costruzione tra parentesi)
- Ämmä
- Aitto
- Seitenoikea
- Leppikoski
- Jylhämä (1952)
- Nuojua (1955)
- Utanen (1957)
- Ala-Utos (1957)
- Pälli (1954)
- Pyhäkoski (1951)
- Montta (1957)
- Merikoski (1954)